# Championnat de Tunisie masculin de handball 2018-2019
Navigation
Saison précédente Saison suivante
La saison 2018-2019 du championnat de Tunisie masculin de handball est la 63e édition de la compétition. Elle est disputée en deux phases, une première où toutes les équipes se rencontrent en aller et retour en quatre groupes et une seconde en deux poules : play-off et play-out.
Pour la première fois, le championnat se joue à seize clubs.

## Compétition
Le barème de points servant à établir le classement se décompose ainsi :
- Victoire : 3 points ;
- Match nul : 2 points ;
- Défaite : 1 point ;
- Forfait et match perdu par pénalité : 0 point (résultat comptabilisé : 0-6).

## Première phase
- Qualifié pour le play-off.
- Reversé en play-out.

### Groupe A
|   | Équipe                          | Pts | J | G | N | P | Bp  | Bc  | Diff |
| - | ------------------------------- | --- | - | - | - | - | --- | --- | ---- |
| 1 | Étoile sportive du Sahel (T)    | 18  | 6 | 6 | 0 | 0 | 169 | 46  | 123  |
| 2 | Sporting Club de Moknine        | 12  | 6 | 3 | 0 | 3 | 141 | 162 | -21  |
| 3 | Union sportive témimienne       | 10  | 6 | 2 | 0 | 4 | 128 | 145 | -17  |
| 4 | Jeunesse sportive de Chihia (P) | 8   | 6 | 1 | 0 | 5 | 143 | 151 | -8   |

### Groupe B
|   | Équipe                    | Pts | J | G | N | P | Bp  | Bc  | Diff |
| - | ------------------------- | --- | - | - | - | - | --- | --- | ---- |
| 1 | Club Africain             | 16  | 6 | 5 | 0 | 1 | 189 | 124 | 65   |
| 2 | Jendouba Sports (P)       | 16  | 6 | 5 | 0 | 1 | 143 | 128 | 15   |
| 3 | Aigle sportif de Téboulba | 10  | 6 | 2 | 0 | 4 | 141 | 155 | -14  |
| 4 | Club sportif de Hiboun    | 6   | 6 | 0 | 0 | 6 | 112 | 178 | -66  |

### Groupe C
|   | Équipe                             | Pts | J | G | N | P | Bp  | Bc  | Diff |
| - | ---------------------------------- | --- | - | - | - | - | --- | --- | ---- |
| 1 | El Makarem de Mahdia               | 17  | 6 | 5 | 1 | 0 | 127 | 103 | 24   |
| 2 | Club sportif de Sakiet Ezzit       | 14  | 6 | 4 | 0 | 2 | 168 | 130 | 38   |
| 3 | Association sportive d'Hammamet    | 11  | 6 | 2 | 1 | 3 | 134 | 144 | -10  |
| 4 | Jeunesse sportive kairouanaise (P) | 5   | 6 | 0 | 0 | 6 | 103 | 155 | -52  |

### Groupe D
|   | Équipe                          | Pts | J | G | N | P | Bp  | Bc  | Diff |
| - | ------------------------------- | --- | - | - | - | - | --- | --- | ---- |
| 1 | Espérance sportive de Tunis (C) | 18  | 6 | 6 | 0 | 0 | 209 | 122 | 87   |
| 2 | Club de handball de Jemmal      | 12  | 6 | 2 | 2 | 2 | 137 | 165 | -28  |
| 3 | Club sportif hilalien (P)       | 11  | 6 | 2 | 1 | 3 | 133 | 160 | -27  |
| 4 | El Baath sportif de Béni Khiar  | 7   | 6 | 0 | 1 | 5 | 133 | 165 | -32  |

## Deuxième phase

### Play-off
|   | Équipe                       | Pts | J  | G  | N | P  | Bp  | Bc  | Diff |
| - | ---------------------------- | --- | -- | -- | - | -- | --- | --- | ---- |
| 1 | Espérance sportive de Tunis  | 42  | 14 | 14 | 0 | 0  | 457 | 331 | 126  |
| 2 | Étoile sportive du Sahel (T) | 38  | 14 | 12 | 0 | 2  | 313 | 98  | 215  |
| 3 | Club africain                | 32  | 14 | 9  | 0 | 5  | 345 | 317 | 28   |
| 4 | El Makarem de Mahdia         | 28  | 14 | 7  | 0 | 7  | 336 | 334 | 2    |
| 5 | Club sportif de Sakiet Ezzit | 24  | 14 | 5  | 0 | 9  | 348 | 345 | 3    |
| 6 | Jendouba Sports              | 21  | 14 | 3  | 1 | 10 | 332 | 401 | -69  |
| 7 | Sporting Club de Moknine     | 21  | 14 | 3  | 1 | 0  | 337 | 411 | -74  |
| 8 | Club de handball de Jemmal   | 20  | 14 | 1  | 2 | 11 | 295 | 409 | -114 |

## Champion
| Champion de Tunisie 2018-2019 Espérance sportive de Tunis 31e titre |